# Volkswagen Caddy
Volkswagen Caddy je lehký užitkový automobil, který od roku 1979 vyrábí německá automobilka Volkswagen. Momentálně se vyrábí jeho pátá zareprezentovaná generace. První tři byly nabízeny v provedení pick-up, čtvrtá se vyrábí jako krabicovité kombi.

## První generace
Její základ byl převzat z první generace typu Golf. Ačkoliv se jedná o evropský automobil, poprvé se jeho výroba rozeběhla v USA. Zde je velká poptávka po automobilech typu pick-up. Výroba začala v Pensylvánii už v roce 1979. Americká verze byla pochopitelně vzhledově sjednocena s americkým typem Rabbit. Oproti evropské tak měla hranaté světlomety a jiné nárazníky. Na evropských trzích se Caddy objevil v roce 1982. Všechny vozy Caddy pro Evropu byly vyráběny v bosenském Sarajevu do roku 1992. Výroba pak dále pokračovala v Jihoafrické republice.

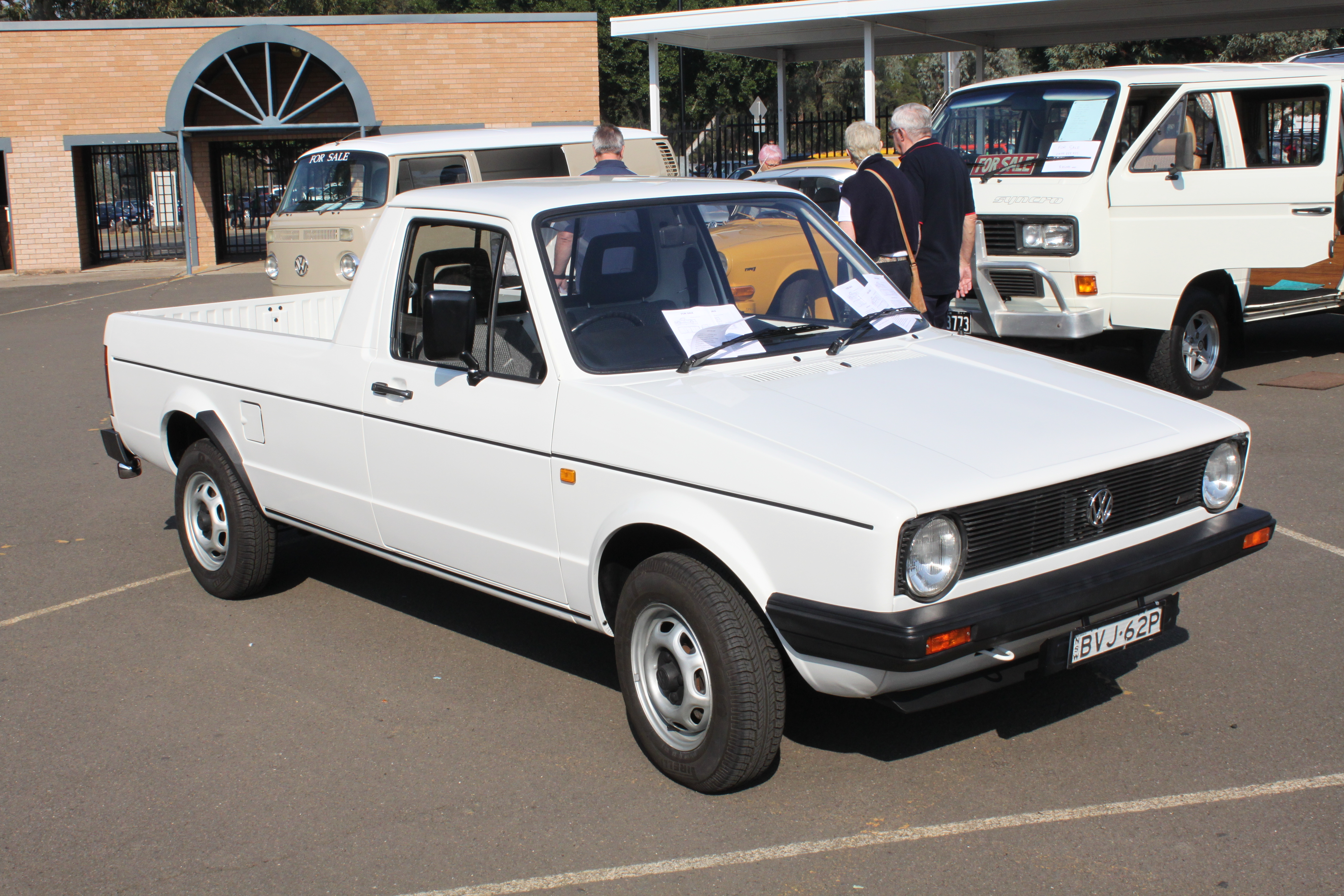
První generace (Typ 14)
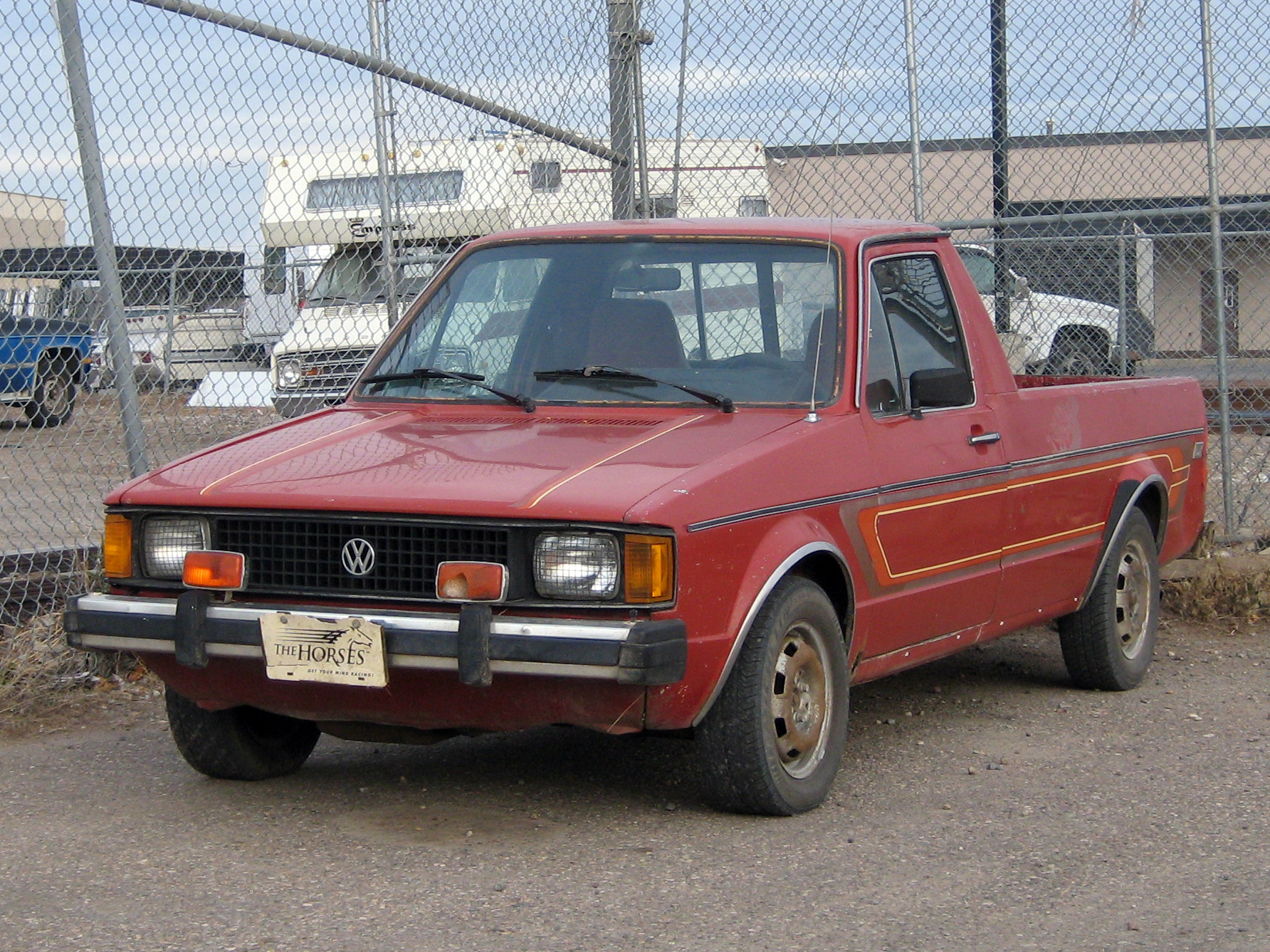
Rabbit Pick-up

## Druhá generace

### Caddy Pickup (Model 9U)

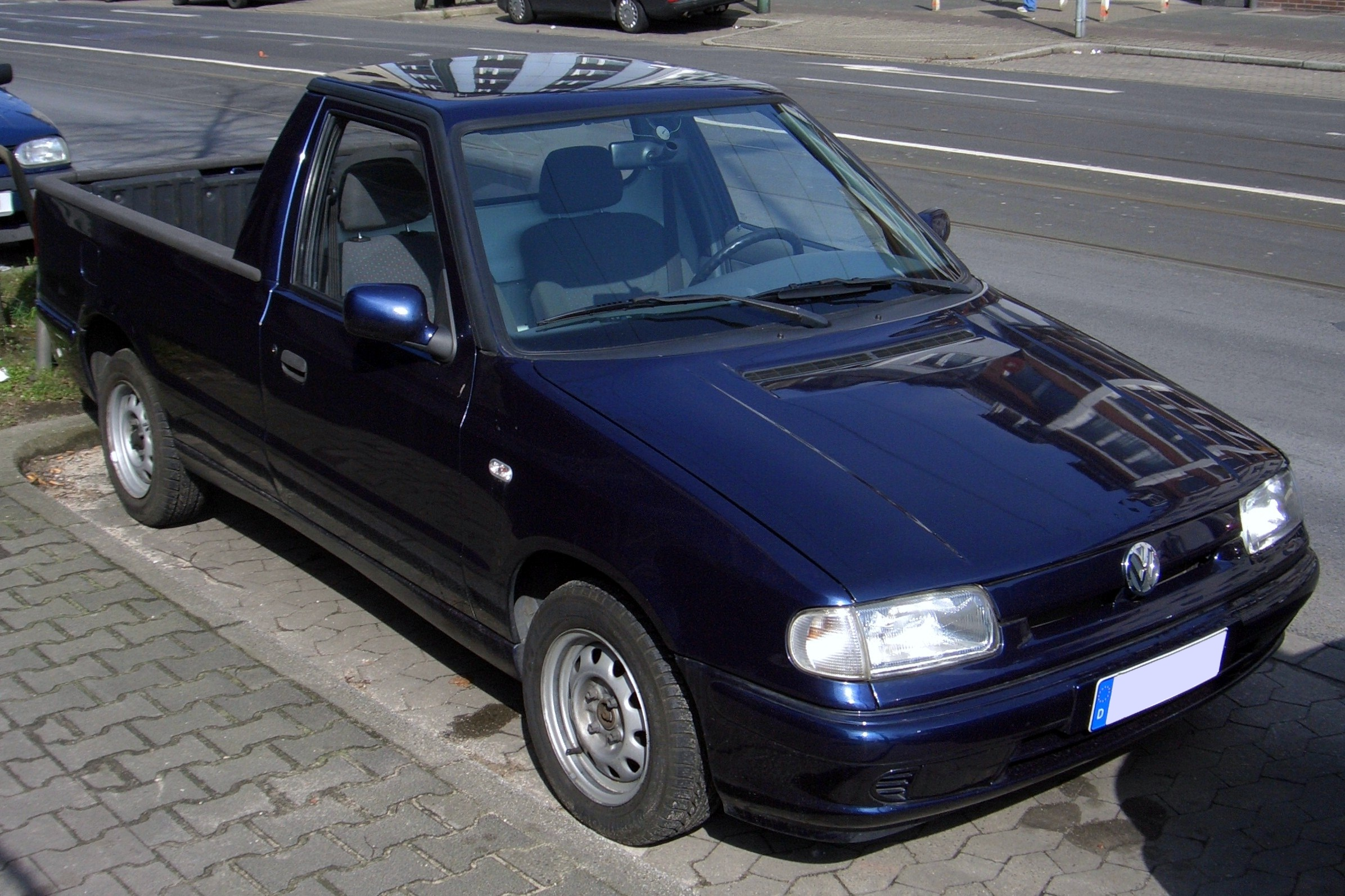
Druhá generace (Typ 9U)

Vůz je shodný s automobilem Škoda Pick-up druhé generace, který je postaven na základě Felicie. Do roku 1996 se vyráběl v Kvasinách.

### Caddy Van (Model 9K)

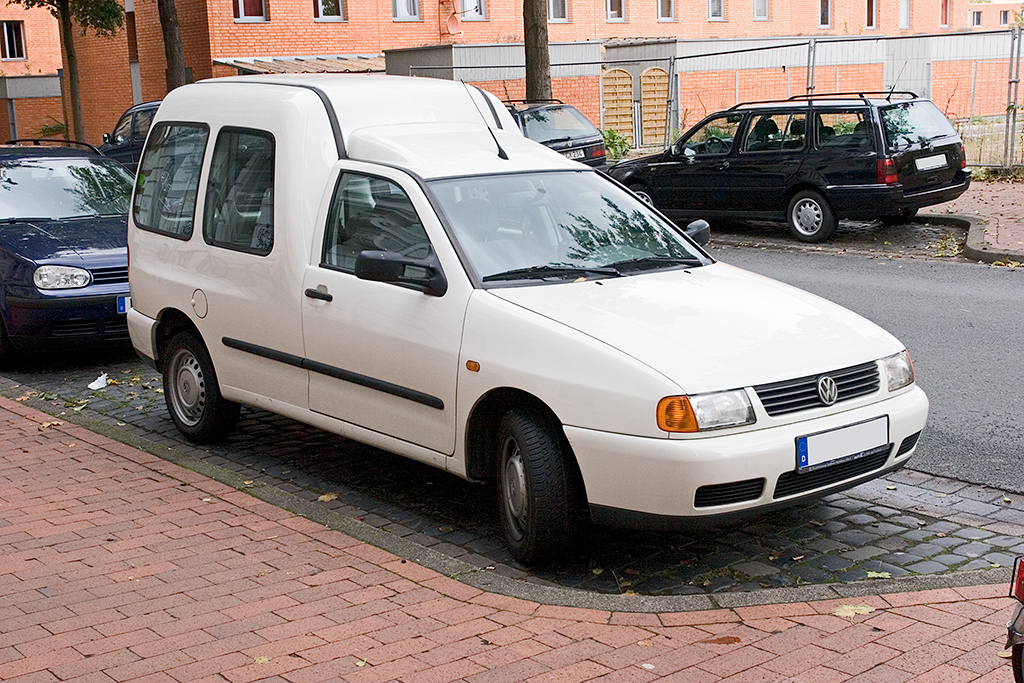
Druhá generace (Typ 9K)

Tato varianta byla postavena na základu druhé generace Seatu Ibiza. Jednalo se o přeznačený Seat Inca. Výroba probíhala v letech 1996 až 2005 ve Španělsku. Jeho výroba nadále pokračuje v Argentině.

## Třetí generace
Poprvé byla představena v roce 2003 v Amsterdamu. Výroba začala o dva roky později. Částečně je vůz založen na typu Touran. Vůz mohl být upraven pro převoz zboží i osob podobně jako větší Transporter. V letech 2007–2020 se vyráběla i prodloužená verze Caddy Maxi.

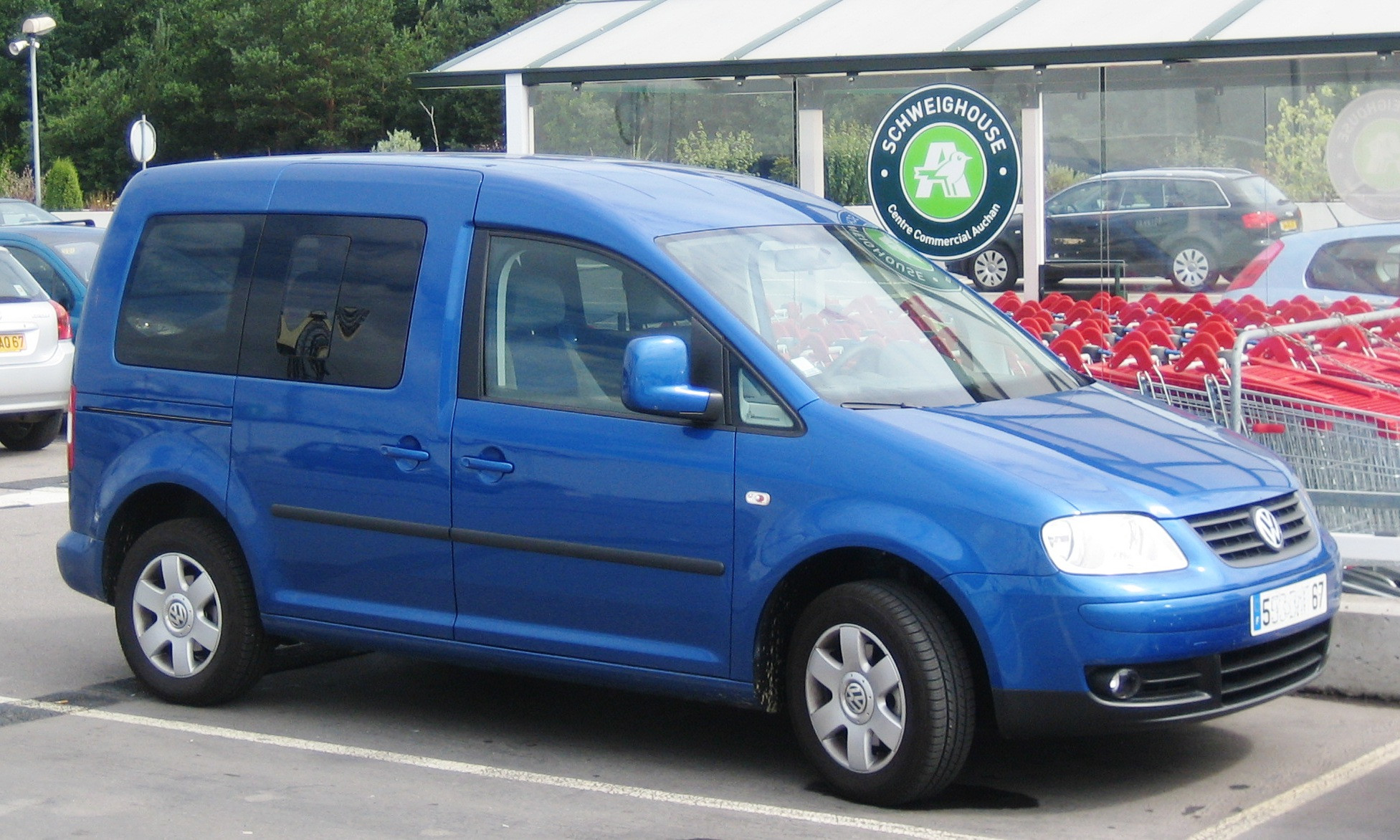
Třetí generace (Typ 2K)
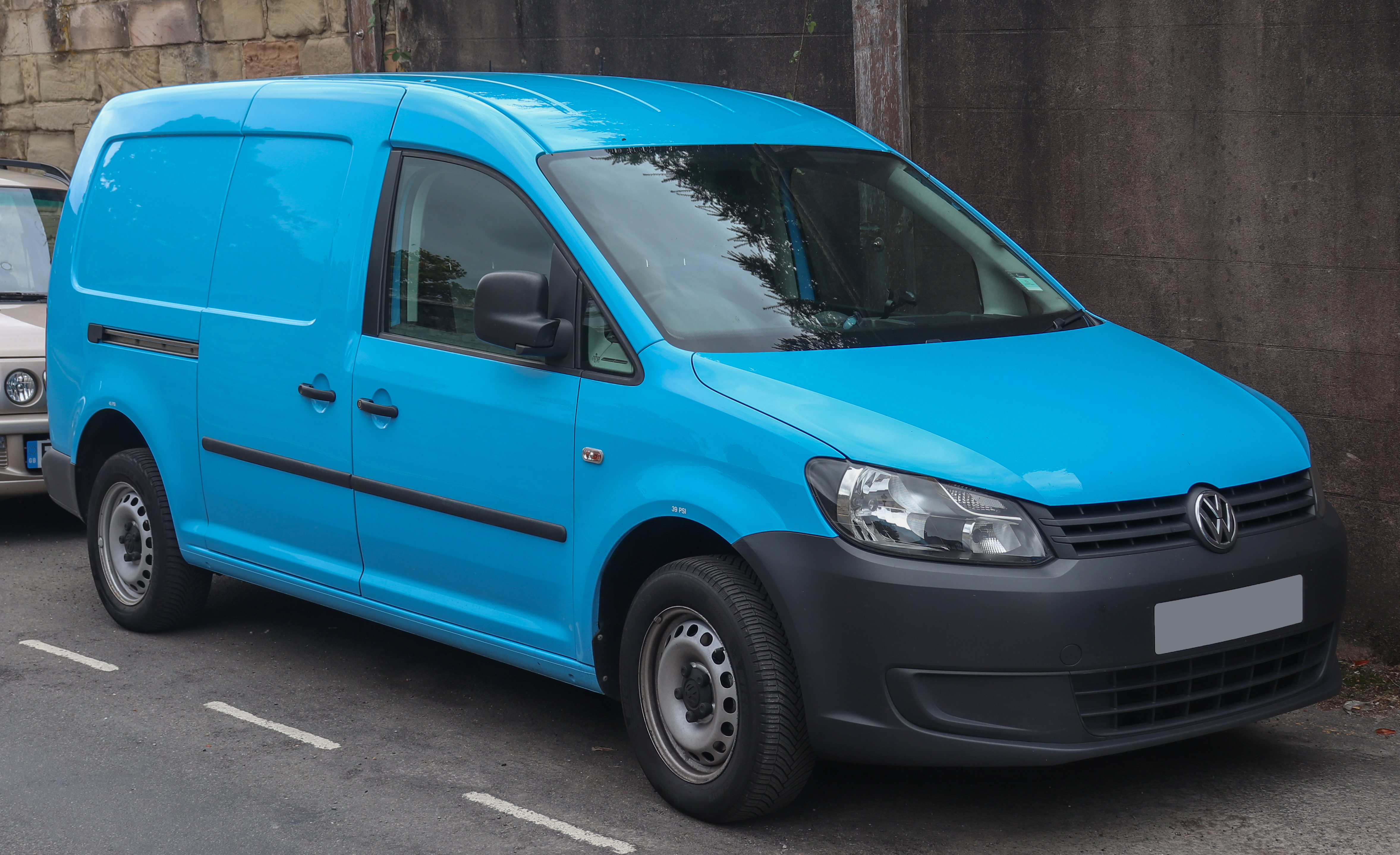
Třetí generace (Typ 2K) ve verzi Maxi po prvním faceliftu v roce 2010

### Facelift / Čtvrtá generace
V roce 2015 proběhl druhý výrazný facelift, Volkswagenem představovaný jako čtvrtá generace.  V této podobě se vyráběl až do nástupu další generace o pět let později.

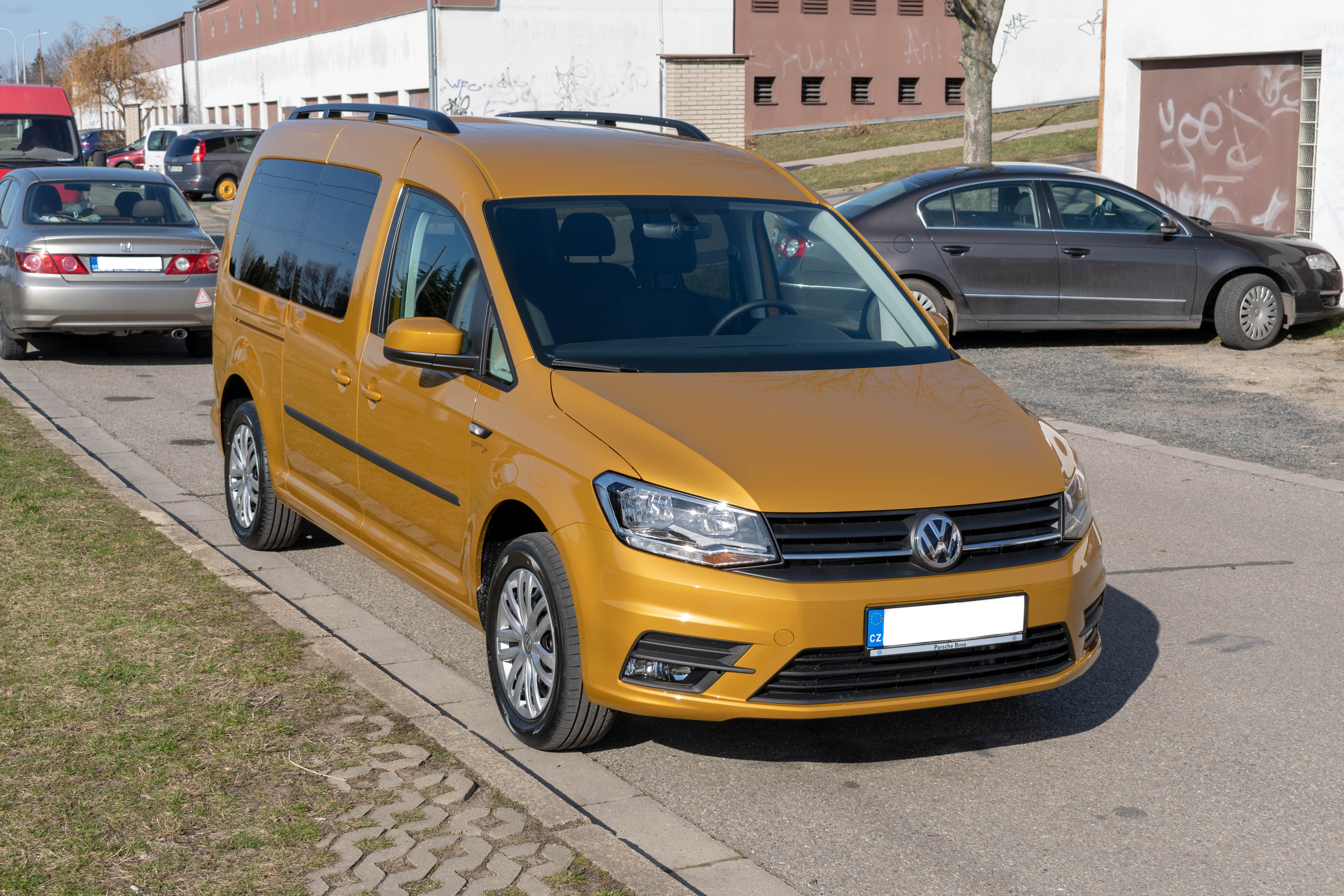
Třetí generace (Typ 2K) ve verzi Maxi po druhém faceliftu v roce 2015

## Pátá generace

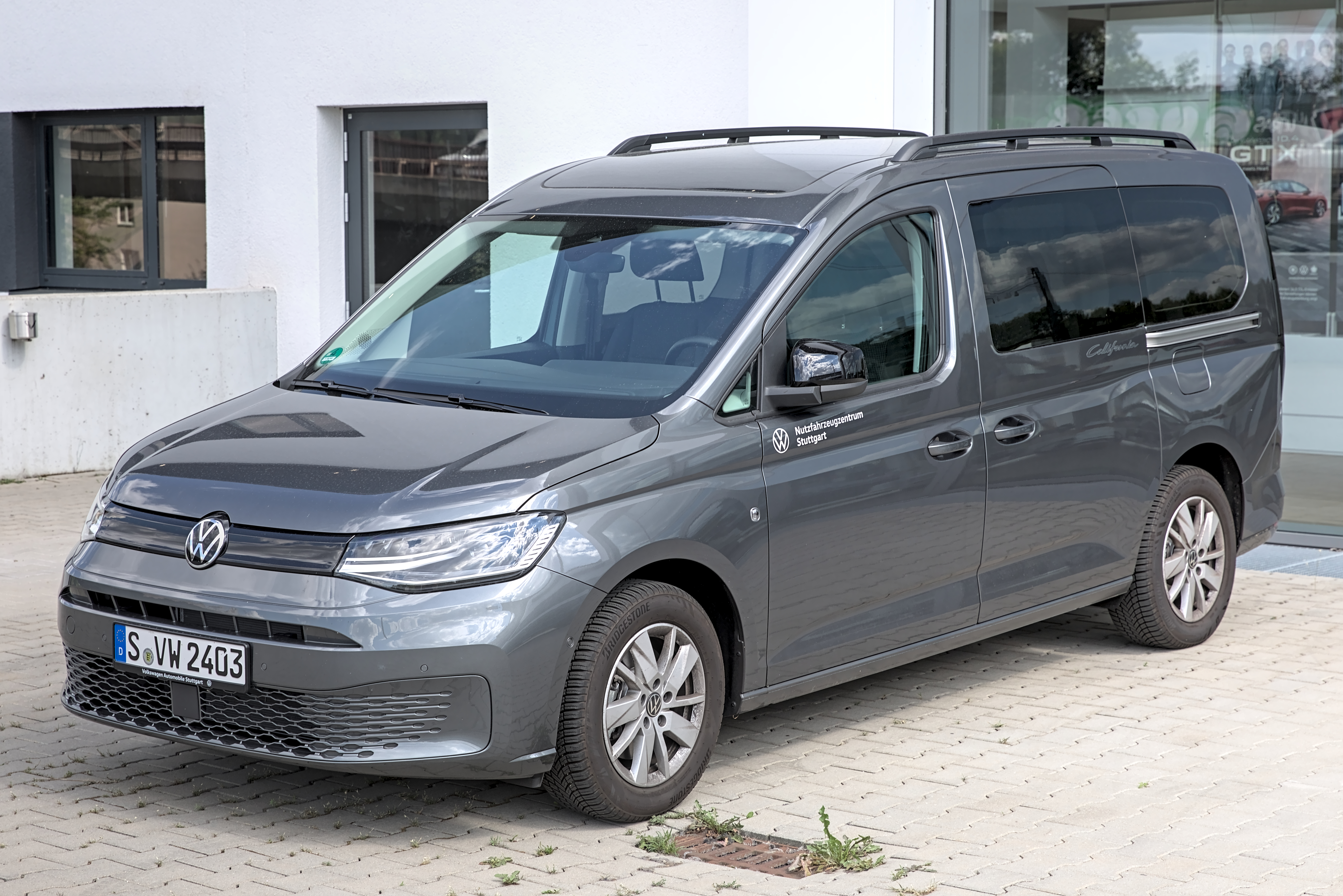
Pátá generace v provedení Maxi California

Pátá generace modelu Caddy byla představena 20.2. v Düsseldorfu. Může se pochlubit stylovějším designem, prostornějším interiérem, hospodárnějšími motory a záplavou moderních technologií. Nový Caddy je poprvé postaven na modulární platformě MQB pro automobily s motorem uloženým vpředu napříč, což mělo technikům a především designérům (pod vedením Alberta Kirzingera) výrazně uvolnit ruce. Žádná křivka ani komponent nového Caddyho tak prý nezůstaly nedotčené.
Kromě užitkové verze Cargo je nové Caddy opět dostupné i jako Kombi (s proskleným prostorem vzadu pro cestující) a v různých osobních variantách (MPV). Zájemci o osobní verze přitom mohou vybírat ze tří nově pojmenovaných stupňů výbav. Namísto Trendline je základní výbava označována „Caddy“, vyšší model změnil název z „Comfortline“ na „Life“ a nejvyšší výbavový stupeň již není „Highline“, ale „Style“. V každém případě bychom se však prý měli dočkat výrazně vyšší výbavy, než jakou nabízel předchůdce.
Nový Caddy by měl nabídnout pestrou paletu pohonných jednotek, které mají dva společné rysy. Všechny disponují filtrem pevných částic a všechny splňují emisní normu Euro 6, která vstoupí v platnost v roce 2021. Zájemci o vznětové motorizace TDI budou moci vybírat ze tří 2.0 litrových turbodieselů o výkonu 55 kW (75 k), 75 kW (102 k) nebo 90 kW (122 k), které jsou poprvé vybaveny technologií Twindosing (dvojice SCR katalyzátorů, dvojnásobné vstřikování AdBlue) pro výrazné snížení emisí oxidů dusíku NOx. Nové motory TDI pro Caddy by tak měly patřit k nejčistším na světě. Kromě turbodieselů bude v nabídce i přeplňovaný čtyřválec 1.5 na benzín (TSI o výkonu 84 kW/116 k) nebo zemní plyn (TGI o výkonu 96 kW/130 k). Během prezentace se navíc objevila i zmínka o eHybridu, což naznačuje možnost použití mildhybridní technologie. Pohonné jednotky by mělo být možné kombinovat s manuální převodovkou i sedmistupňovým DSG. Kromě pohonu předních kol se navíc opět dočkáme i pohonu všech kol 4Motion. První Caddy by se měly k zákazníkům dostat koncem prvního čtvrtletí, přičemž z naftových motorizací budou dostupné pouze dvě silnější. Verze o výkonu 75 kW by měla nabídnout šestistupňový manuál v kombinaci s pohonem předních kol, zatímco 90 kW verze nabídne buď sedmistupňové DSG, nebo šestistupňový manuál s pohonem všech kol.